# Carlos Carmona Bonet
Carlos Carmona Bonet (Palma de Mallorca, Islas Baleares, España, 5 de julio de 1987) es un futbolista español que juega en la posición de centrocampista. Se encuentra sin equipo desde febrero de 2023. 

## Trayectoria
Se formó en la cantera del R. C. D. Mallorca y llegó a debutar con el primer equipo, siendo el jugador más joven en hacerlo, en la temporada 2004-05. En la campaña 2005-06 fue cedido al Real Valladolid C. F. de Segunda División.
En 2006, firmó un contrato como jugador del F. C. Cartagena y fue titular indiscutible en el equipo de Fran Alcoy y, más tarde, de Pichi Lucas. En agosto de 2008 tuvo una oferta de la Superliga de Grecia, pero decidió continuar en Cartagena a las órdenes de Fabri González. El 24 de mayo de 2009, en el estadio El Collao de Alcoy, Carmona contribuyó de manera decisiva al ascenso del Cartagena a Segunda División asistiendo a su compañero Juan Pablo Ruiz para que marcara el gol del empate ante el C. D. Alcoyano que, a la postre, significó la promoción de categoría. A lo largo de tres temporadas, disputó noventa y tres encuentros con el club cartagenero.
Posteriormente, en la temporada 2009-10 fichó por el R. C. Recreativo de Huelva, de Segunda División. Un año después, en la campaña 2010-11 fue traspasado al F. C. Barcelona "B". El 9 de julio de 2012 rescindió su contrato con el Barcelona y el día 22 del mismo mes se hizo oficial su incorporación a la plantilla del Real Sporting de Gijón. Disputó su primer partido como jugador rojiblanco el 19 de agosto de 2012 en el Nuevo Estadio Los Pajaritos contra el C. D. Numancia de Soria.
Anotó su primer gol en Primera División el 22 de enero de 2016 durante un partido frente a la Real Sociedad de Fútbol disputado en el estadio El Molinón, correspondiente a la jornada 21 de la temporada 2015-16. El tanto, logrado a los 14 segundos del inicio, supuso el gol más rápido de la historia del club en la máxima categoría.
El 16 de julio de 2021 firmó por el C. F. Intercity, equipo con el que consiguió ascender esa misma temporada a Primera División RFEF. A mitad de la siguiente, el 2 de febrero, llegó a un acuerdo para rescindir su contrato.

## Selección nacional
Fue internacional con España en las categorías sub-18, con la que disputó la Meridian Cup de 2005, y sub-19, con la que llegó a disputar siete partidos.

## Clubes
| Club                       | País   | Año       |
| -------------------------- | ------ | --------- |
| R. C. D. Mallorca "B"      | España | 2004-2005 |
| Real Valladolid C. F.      | España | 2005-2006 |
| F. C. Cartagena            | España | 2006-2009 |
| R. C. Recreativo de Huelva | España | 2009-2010 |
| F. C. Barcelona "B"        | España | 2010-2012 |
| Real Sporting de Gijón     | España | 2012-2021 |
| C. F. Intercity            | España | 2021-2023 |

## Palmarés

### Campeonatos nacionales
| Título                          | Club            | País   | Año  |
| ------------------------------- | --------------- | ------ | ---- |
| Segunda División RFEF - Grupo V | C. F. Intercity | España | 2022 |